# Pirri
José Martínez Sánchez, ismertebb nevén Pirri (Ceuta, 1945. március 11. –) korábbi spanyol válogatott középpályás. A Real Madridot 1964-től 1980-ig játékosként, később csapatorvosként is segítette.
Középpályásként első világbajnoki bevetésére az 1966-os döntőben került sor, a csoportmérkőzések során az argentinok ellen sikerült 1–1-re kiegyenlítenie. 1968-ban a spanyolokkal az Európa-bajnokság során egészen a negyeddöntőig jutott. 1978-ban kapott legközelebb lehetőséget az Argentínában rendezett vb-n. 1970-ben az év focistájává választották Spanyolországban. Negyvenegy válogatott mérkőzésen 16 gólt szerzett.